# 斯洛博達 (伊萬尼夫卡市鎮)
51°20′7″N 31°22′21″E / 51.33528°N 31.37250°E

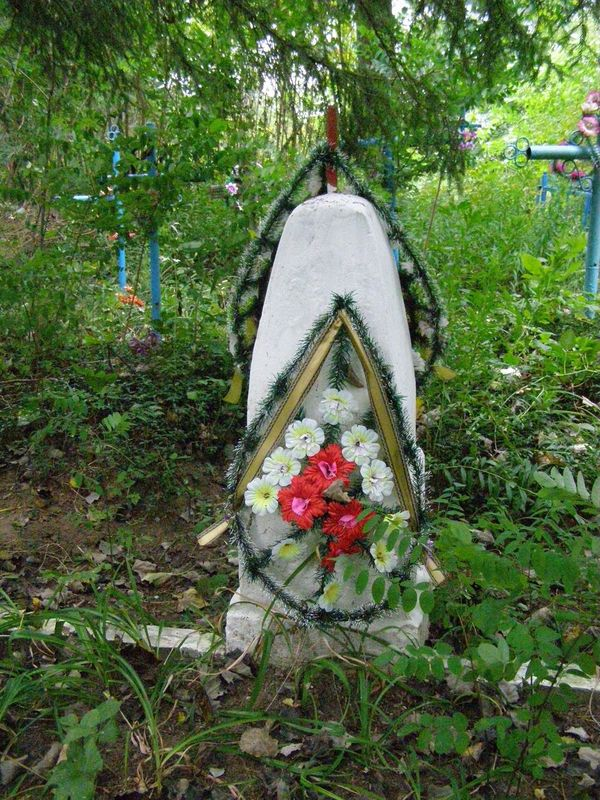
烈士墓

斯洛博達（烏克蘭語：Слобода），是烏克蘭北部切爾尼希夫州切爾尼希夫區伊萬尼夫卡市鎮的村落。始建於1699年，面積1.55平方公里，海拔高度114米，人口350，人口密度每平方公里384.1人。